# NGC 892
NGC 892 este o galaxie spirală situată în constelația Balena. A fost descoperită în 1886 de către Francis Leavenworth.